# Echeveria lutea
Echeveria lutea är en fetbladsväxtart som beskrevs av Joseph Nelson Rose. Echeveria lutea ingår i släktet Echeveria och familjen fetbladsväxter. Inga underarter finns listade i Catalogue of Life.